# فارس الرويلي
فارس الرويلي (مواليد 8 أغسطس 1992) هو لاعب كرة قدم سعودي .
كانت بداياته مع نادي النهضة و في عام 2015 وقع مع لنادي القيصومة و وقع مع نادي العين عام 2017 .